# Chiesa di Santa Maria Assunta (Montecatini Terme)

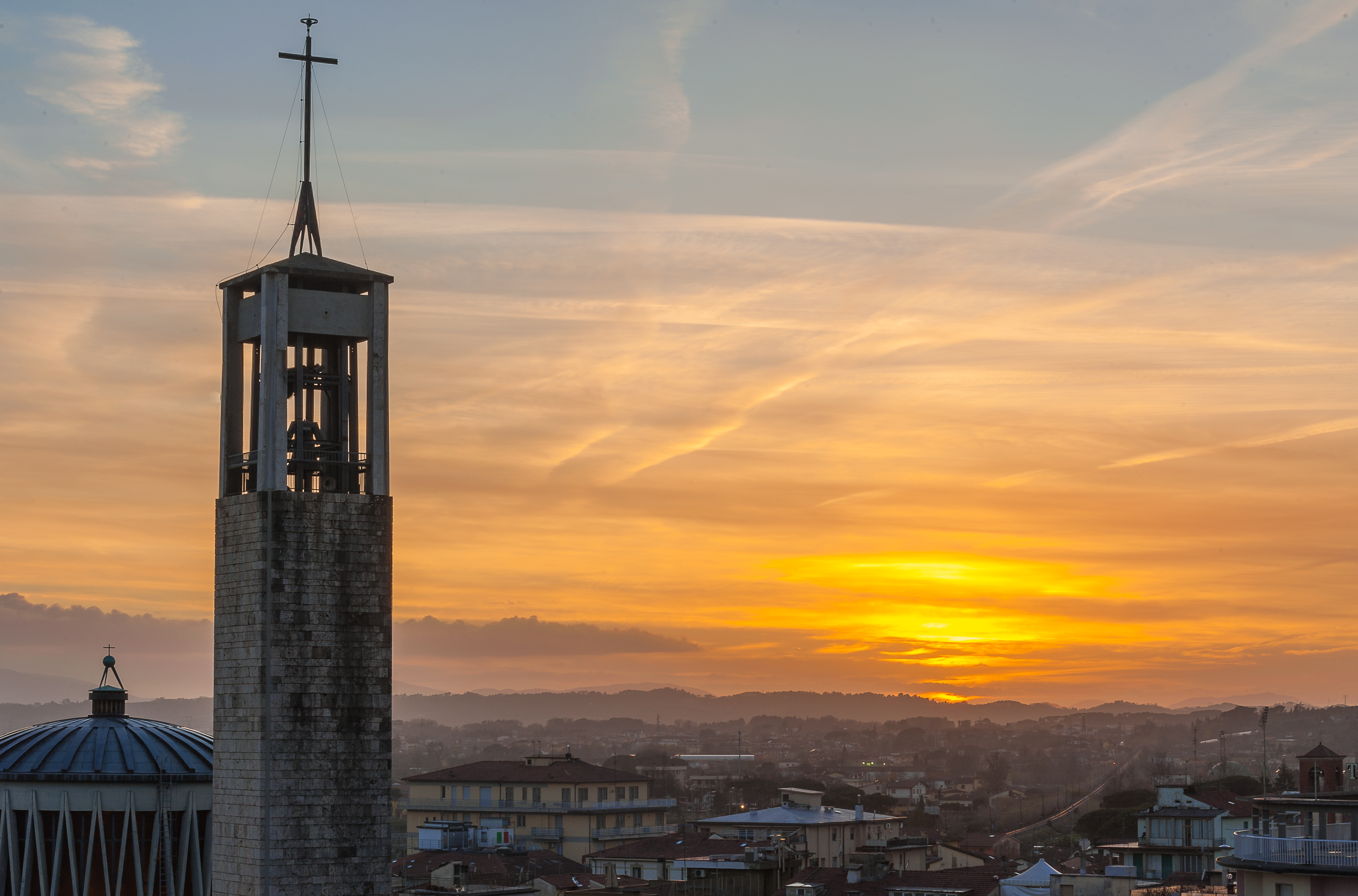
Il campanile

La basilica di Santa Maria Assunta si trova a Montecatini Terme, in provincia di Pistoia, diocesi di Pescia. Nel novembre del 1988 papa Giovanni Paolo II l'ha elevata alla dignità di basilica minore.

## Storia
Fu progettata da Raffaello Fagnoni in collaborazione con Pierluigi Spadolini, Mario Negri e Alfonso Stocchetti. Per erigerla, tra il 1953 e il 1958, fu distrutta la chiesa neoclassica di Luigi de Cambray Digny risalente al 1833. L'edificio originario era preceduto da una semplice facciata schermata da un portico ionico e alleggerita da un finestrone semicircolare di derivazione termale. Quel che resta dell'antico pronao della chiesa di Cambray Digny, grazie a un intervento concordato fra amministrazione comunale (sindaco Ettore Severi) e Lions Club, è visibile nel parco di Villa Forini Lippi.

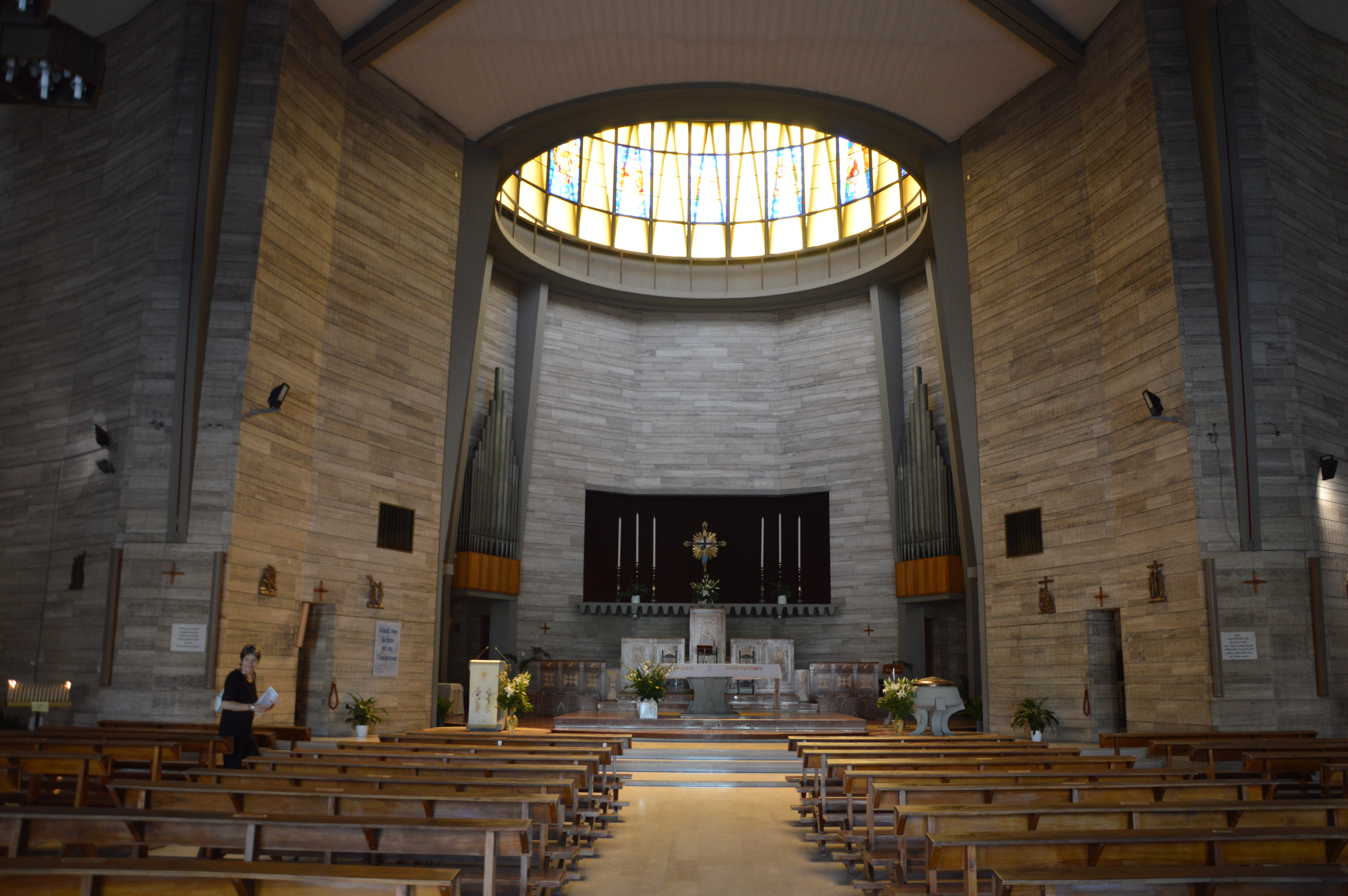
Interno

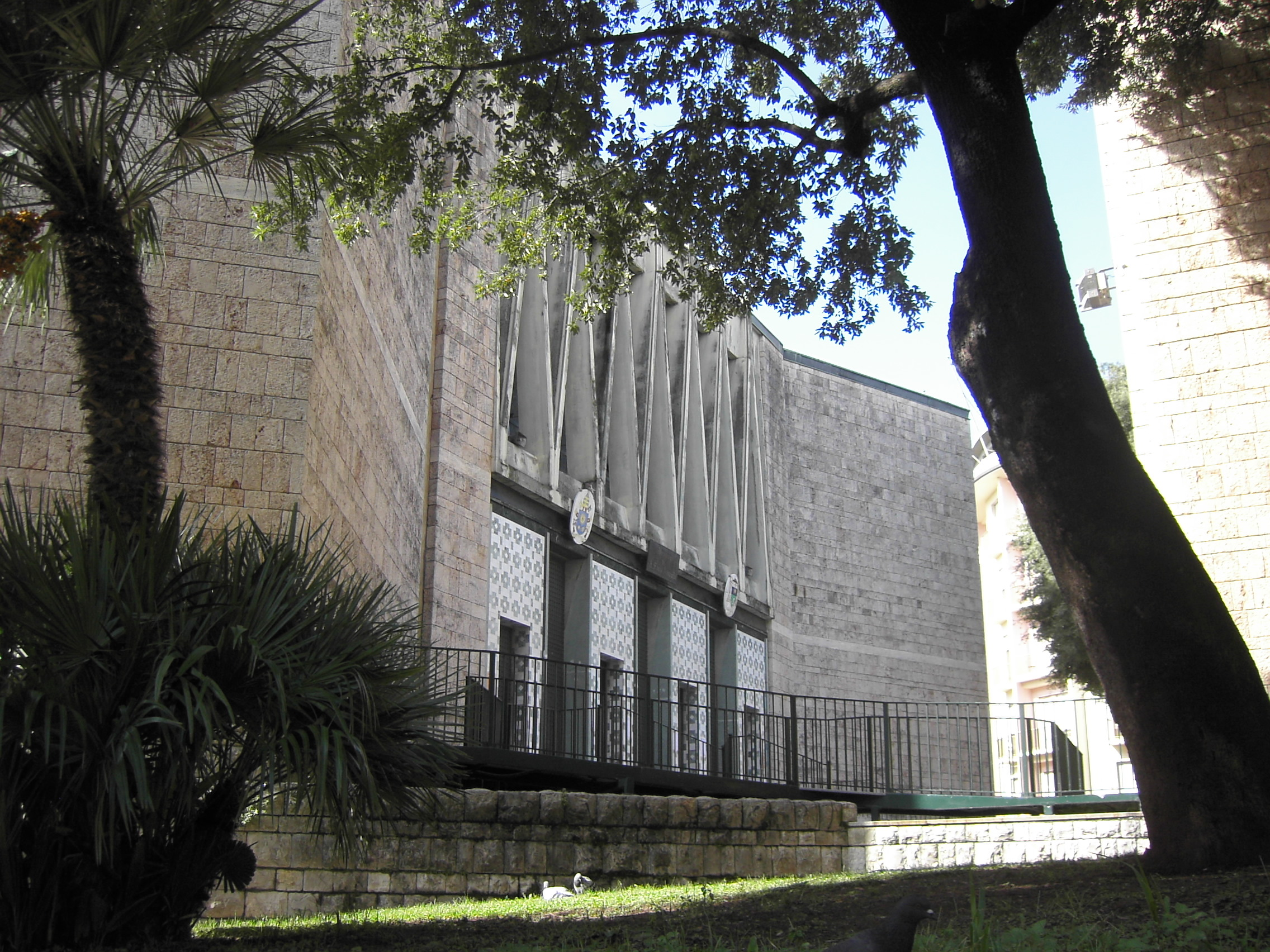
Facciata

## Descrizione
La chiesa, dotata di un campanile agile e slanciato, ha una pianta ottagonale e quattro cappelle ai lati del presbiterio sul quale si eleva il tiburio con copertura a calotta. La costruzione è possente per le strutture portanti in cemento armato ed anche elegante per i suoi rivestimenti in travertino.
Al suo interno le vetrate istoriate del pittore Giorgio Scalco e, sullo sfondo del presbiterio, il Crocifisso dello scultore fiorentino Sauro Cavallini.